# O Jesu Krist, du är min vän den bäste
O Jesu Krist, du är min vän den bäste är en psalm med text skriven av Samuel Johan Hedborn, den bearbetades senare av Johan Olof Wallin.

## Publicerad i
- 1819 års psalmbok som nr 362 under rubriken "Med avseende på särskilda personer, tider och omständigheter: Sjukdom och hälsa: För sjuka".[1]